# 岡正信
岡 正信（おか まさのぶ、1972年 - ）は、通称岡プロ、日本のイラストレーター、モデラー兼ライター、アニメーターである。

## 概要
1972年、大阪府に生まれる。会社員、陸上自衛隊を経て2003年よりモデルグラフィックスで解説イラスト制作者、モデラー兼ライターデビュー。その後フリーランスアートディレクターとして、ゲームの世界観制作、キャラクター＆メカニックデザイナーを行う。
美術監督や作画監督、コンテ、演出など多岐に渡りアニメ制作にも参加している。
ガンプラ・プラモデル界隈では有名人であり、通称は岡プロ。
数々の雑誌作例をはじめ岡式ヤスリ、塗料、原型など模型関連のプロデュースも行う。

## 書籍
- 『「モナカキット」ガンプラ改造講座』（大日本絵画、2009年12月）
- 『MSVモデリングカタログ　1/144+α』（大日本絵画、2010年3月）
- 『マスターグレード（ガンプラ Ver.2.0） がもっと上手く作れるようになる本。』（大日本絵画、2011年12月）
- 『極上のガンダムを作らねば！』（大日本絵画、2013年4月）
- 『タクティカル・モデリング・エクストリーム = TACTICAL MODELING EXTREME : 現用AFVモデリング徹底攻略法』（大日本絵画、2013年10月）

## 主な参加作品
- バイト先は悪の組織⁈（2017年）(演出/作画監督)
- コップクラフト（2019年）(作画監督)
- スライム倒して300年、知らないうちにレベルMAXになってました（2021年）(エンディングアニメーション ディレクター)
- コヌとたのしいおともだち（2021年）（美術）